# Pangasella volkovitshi
Pangasella volkovitshi är en tvåvingeart som beskrevs av Richter 1995. Pangasella volkovitshi ingår i släktet Pangasella och familjen borrflugor.
Artens utbredningsområde är Tadzjikistan. Inga underarter finns listade i Catalogue of Life.